# 県道200号 (台湾)
県道200号（けんどう200ごう）は、屏東県恒春鎮から同県満州郷港仔を結ぶ、全長32.824kmの台湾の県道である。新庄以降はから港仔までの区間を未来に台26線本線に編入される。

## 通過する自治体
- 屏東県
  - 恒春鎮
  - 満州郷

## 接続する道路
- 台26線
- 県道200甲線
- 台26線

## 施設
- 僑勇国小学校
- 東門橋
- 永港国小学校
- 満州国小学校
- 満州橋
- 長楽国小学校
- 平埔橋
- 港仔二号橋

## 支線

### 甲線
県道200号甲線（けんどう200ごうこうせん）は、屏東県満州郷新庄から同郷港口を結ぶ、全長3.831kmの台湾の県道である。未来は全線に台26線本線に編入される。

#### 通過する自治体
- 屏東県
  - 満州郷

#### 接続する道路
- 県道200号
- 台26線